# Jens-Peter Herold
Jens-Peter Herold, född den 2 juni 1965 i Neuruppin, är en tysk före detta friidrottare som tävlade i medeldistanslöpning främst 1 500 meter. Under början av sin karriär tävlade han för Östtyskland.
Herolds främsta meriter är dels bronset från Olympiska sommarspelen 1988 och dels guldet från EM 1990 i Split. Förutom dessa meriter var han två gånger i final vid VM. Vid VM 1987 i Rom slutade han på sjätte plats. Än bättre gick det vid VM 1991 i Tokyo då han slutade fyra med tiden 3.35,37. Han blev slagen av landsmannen Hauke Fuhlbrügge med nio hundradelar i kampen om bronset.

## Personliga rekord
- 1 500 meter - 3.32,77 från 1992